# Kim Seung-il (calciatore)
Kim Seung-il (김승일?, 金承一?; 2 settembre 1945) è un ex calciatore nordcoreano, di ruolo attaccante.